# Ángel Segundo Médici
Angel Segundo Médici (Ciudad de Buenos Aires, Argentina, 20 de diciembre de 1897 - Ibídem, 9 de agosto de 1971) fue un futbolista argentino, que se desempeñaba en la posición de lateral derecho.
Surgido del Club Atlético San Telmo, tuvo un paso por el Club Atlético Atlanta para luego formar parte de las filas del Club Atlético Boca Juniors, equipo con el cual se mantuvo durante un total de ocho años vistiendo la camiseta «xeneize». 
Logró conquistar un total de nueve títulos con el conjunto de la ribera, entre los cuales destacan los campeonatos de la Primera División de Argentina de los años 1923, 1924, 1926 y 1930, todos en la denominada época «amateur» del fútbol argentino.
Destacó también por ganarse el reconocimiento de toda la parcialidad «xeneize» por su temperamento y su entrega con el equipo, por aquel entonces era uno de los jugadores más aclamado por la hinchada. 
Se retiró en el año 1931, tras una carrera exitosa. 
Fue internacional con la Selección de Fútbol de Argentina, con la cual se llevó una medalla de plata en los Juegos Olímpicos de Ámsterdam 1928 cayendo en la final frente a Uruguay. 

## Carrera

### Boca Juniors
Segundo Médici se destacó como jugador de fútbol en los años años 1920, jugando como defensor. Surgió en el Club Atlético San Telmo, pasando luego a Atlanta y llegando finalmente a Boca Juniors.
Jugó 185 partidos para Boca Juniors entre 1922 y 1930 obteniendo nueve títulos, entre ellos cuatro campeonatos argentinos. En 1923, 1924 y 1926 fue campeón de la Argentine Football Association, una de las dos asociaciones de fútbol existentes, y en 1930 de la liga unificada. Con Boca ganó también cinco copas: Copa de Honor, Copa Cusenier 1920, Copa Ibarguren en 1923 y 1924, Copa Competencia en 1925 y Copa Estímulo en 1926. En 1925 integró el plantel que realizó la primera gira de un equipo argentino por Europa. En ese período convirtió dos goles.

### Selección Argentina
Integró la selección argentina entre 1922 y 1930, jugando 33 partidos, ganando la Copa América 1925, la medalla de plata en los Juegos Olímpicos de Ámsterdam 1928 y el subcampeonato mundial en la Copa Mundial de Fútbol de 1930.
Luego de retirado fue director técnico de Club Atlético Barracas Central.

### Medalla de plata en los Juegos Olímpicos de 1928

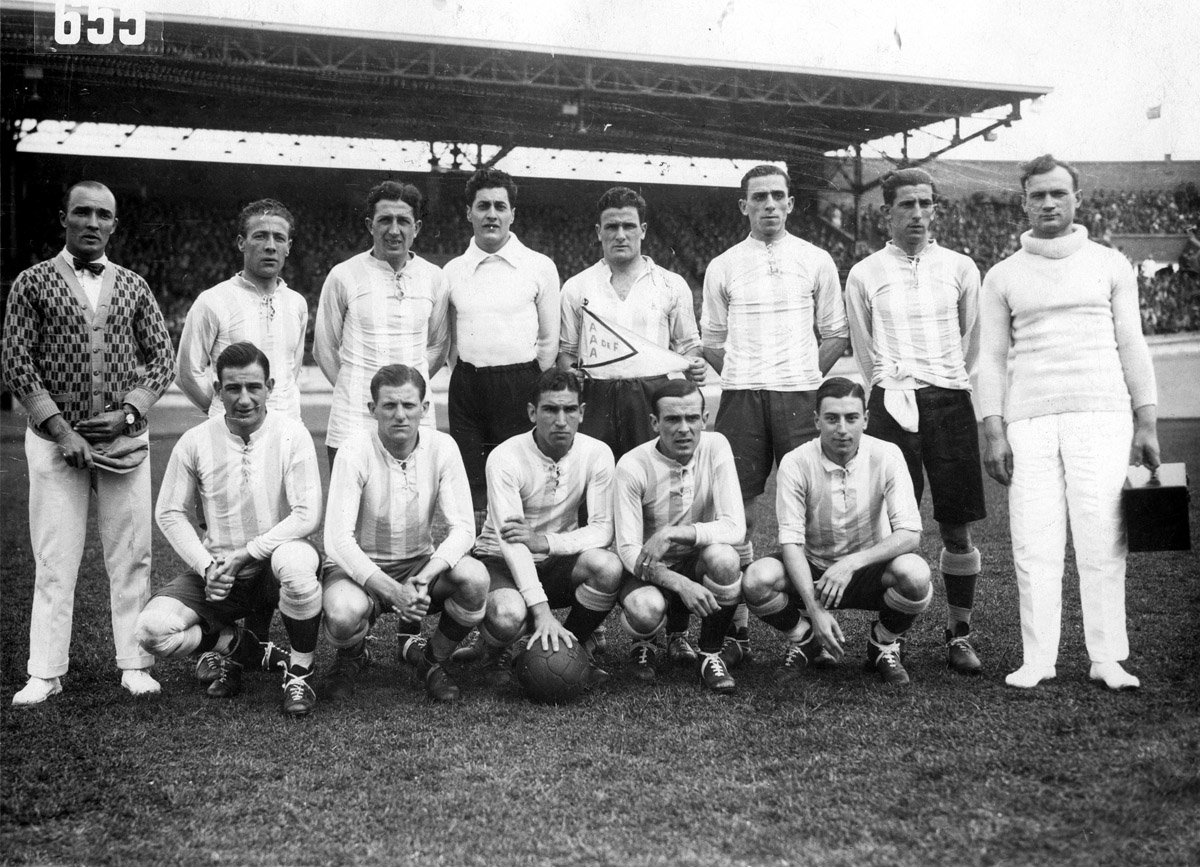
Equipo argentino que obtuvo la medalla de plata en fútbol en 1928.

Segundo Médici integró como defensor titular el equipo de fútbol que ganó una medalla de plata en los Juegos Olímpicos de Ámsterdam 1928.
El equipo argentino jugó cinco partidos. La formación titular fue (entre paréntesis se indican los partidos jugados por cada uno):
- Arqueros: Ángel Bossio (5) y Octavio Juan Diaz (1)
- Defensa: Fernando Paternoster (5), Juan Evaristo (3), Segundo Médici (5) y Ludovico Bidoglio (4);
- Mediocampo: Luis Monti (5);
- Delantera: Roberto Cherro (3), Manuel Ferreira (5), Raimundo Orsi (5), Domingo Tarascone (5) y Alfredo Carricaberry (5).[1][2]

Los suplentes que jugaron fueron el arquero Octavio Díaz (1), el defensor Rodolfo Orlandini (1), el mediocampista Saúl Calandra (1) y los delanteros Feliciano Perducca (1) y Enrique Gainzarain (1). Los suplentes que no jugaron fueron Alberto Helman, Segundo Luna, Pedro Ochoa, Natalio Perinetti, Luis Weihmuller y Adolfo Zumelzú. El DT fue José Lago Millán.
Se presentaron quince países: Alemania, Argentina, Bélgica, Egipto, España, Estados Unidos, Francia, Holanda, Italia, Luxemburgo, México, Suiza, Turquía, Uruguay y Yugoslavia. Los equipos fueron divididos en cuatro grupos, clasificando solo el primero. A la Argentina le tocó jugar con Estados Unidos y Bélgica.
El partido con Estados Unidos se jugó el 30 de mayo y fue ganado por Argentina por 11-2, con 4 goles de Tarasconi, 2 de Cherro, 2 de Ferreira, 2 de Orsi y uno de Ferreira. El partido con Bélgica se jugó el 2 de junio y Argentina ganó 6-3, con goles de Tarasconi (4), Ferreira y Orsi. En éste encuentro, Argentina se había puesto en ventaja 3-0 y Bélgica lo empató 3-3 a los 53 minutos, para definirlo los sudamericanos con tres goles más en los últimos quince minutos.
En semifinales se enfrentaron Argentina-Egipto y Uruguay-Italia. Argentina venció a Egipto el 6 de junio por 6-0, con goles de Tarasconi (3), Ferreira (2) y Cherro (1). Uruguay venció a Italia al día siguiente por 3-2.
Se produjo entonces una final rioplatense, uno de los clásicos más antiguos del mundo, que se jugó  el 10 de junio en el Estadio Olímpico de Ámsterdam. El partido terminó empatado 1-1 con goles en el primer tiempo de Petrone (URU) y en el segundo de Ferreira (ARG), y jugaron 30 minutos más de "alargue", sin goles.

### Participaciones en la Copa del Mundo
| Mundial              | Sede    | Resultado  |
| -------------------- | ------- | ---------- |
| Copa Mundial de 1930 | Uruguay | Subcampeón |

### Participaciones en la Copa América
| Copa              | Sede      | Resultado |
| ----------------- | --------- | --------- |
| Copa América 1925 | Argentina | Campeón   |

## Clubes
| Club                  | País      | Año       |
| --------------------- | --------- | --------- |
| Club Atlético Atlanta | Argentina | 1921      |
| Boca Juniors          | Argentina | 1922-1930 |

## Palmarés

### Campeonatos nacionales
| Título              | Club         | País      | Año  |
| ------------------- | ------------ | --------- | ---- |
| Primera División    | Boca Juniors | Argentina | 1923 |
| Copa Ibarguren      | Boca Juniors | Argentina | 1923 |
| Primera División    | Boca Juniors | Argentina | 1924 |
| Copa Ibarguren      | Boca Juniors | Argentina | 1924 |
| Copa de Competencia | Boca Juniors | Argentina | 1925 |
| Copa de Honor       | Boca Juniors | Argentina | 1925 |
| Primera División    | Boca Juniors | Argentina | 1926 |
| Copa Estímulo       | Boca Juniors | Argentina | 1926 |
| Primera División    | Boca Juniors | Argentina | 1930 |

### Campeonatos internacionales
| Título                  | Club (*)            | Sede final | Año  |
| ----------------------- | ------------------- | ---------- | ---- |
| Copa de Honor Cousenier | Boca Juniors        | Uruguay    | 1920 |
| Copa América            | Selección Argentina | Argentina  | 1925 |
| Juegos Olímpicos        | Selección Argentina | Ámsterdam  | 1928 |

(*) Incluyendo a la selección.